# 中日交流標準日本語
《中日交流標準日本語》，簡稱《標準日本語》、《標日》。是人民教育出版社与光村图书出版株式会社合作，1988年出版的日語教材，是中國大陸主要的日語教材之一。最初分為初級上下冊和中級上下冊，共4冊。2005年出版《新版中日交流標準日本語》（新标日）後，推出高級上下冊。2013年，人教社推出电子书。
初級上下冊分別對應日本語能力試驗N5和N4，中級上下冊分別對應N3和N2，高級對應N1。
2009年，《中日交流標準日本語》入选中国图书商报社和中国出版科学研究所联合主办评选的“新中国60年中国最具影响力的600本书”。

## 电视讲座
旧版对应的电视讲座则由中国中央电视台社会教育部、人教社在日本国际教育情报中心、东宝映画等机构的协助下于1988年9月至11月在日本录制，1989年10月25日起在央视播出。

## 销量
2018年，《标准日本语》累计发行近1500万套，读者数量突破一千万人。